# Schreyerite
La schreyerite è un minerale.